# 第一赫尼利察
50°2′25″N 37°12′23″E / 50.04028°N 37.20639°E
第一赫尼利察（烏克蘭語：Гнилиця Перша）是位於烏克蘭東部的村莊，由哈爾科夫州庫皮揚斯克區的大布尔卢克市镇負責管轄。該村處於赫尼利察河畔，始建於1750年，面積1.62平方公里，海拔高度134米，2001年人口589。